# خیرلپوسی
خیرلپوسی (به لاتین: Khirlepposi) یک منطقهٔ مسکونی در روسیه است که در چوواشستان واقع شده‌است. خیرلپوسی ۲۴۵ نفر جمعیت دارد.